# Union Sportive Gorée
La Union Sportive Gorée es un club de fútbol senegalés de la ciudad de Dakar.

## Palmarés
- Liga senegalesa de fútbol: 4

1978, 1981, 1984, 2016
- Copa senegalesa de fútbol: 4

1965, 1972, 1992, 1996
- - Finalista: 6

1967, 1968, 1978, 1998, 2001, 2010
- Copa del África Occidental Francesa: 3

1947, 1954, 1955

## Participación en competiciones de la CAF
| Temporada | Torneo                            | Ronda            | Club                 | Casa  | Visita | Global |
| --------- | --------------------------------- | ---------------- | -------------------- | ----- | ------ | ------ |
| 1966      | Copa Africana de Clubes Campeones | 1                | AS Kaloum Star       | w.o.1 | w.o.1  | w.o.1  |
| 1976      | Recopa Africana                   | 1                | Stella Club d'Adjamé | 0-0   | 0-2    | 0-2    |
| 1979      | Copa Africana de Clubes Campeones | 1                | ASC Garde Nationale  | 2-0   | 1-1    | 3-1    |
| 1979      | Copa Africana de Clubes Campeones | 2                | Étoile du Congo      | 1-0   | 3-2    | 4-2    |
| 1979      | Copa Africana de Clubes Campeones | Cuartos de final | Racca Rovers         | 2-0   | 0-1    | 2-1    |
| 1979      | Copa Africana de Clubes Campeones | Semifinales      | Hearts of Oak        | 1-2   | 1-4    | 2-6    |
| 1982      | Copa Africana de Clubes Campeones | 1                | US Mbila Nzambi      | w.o.1 | w.o.1  | w.o.1  |
| 1985      | Copa Africana de Clubes Campeones | 1                | Stella Club d'Adjamé | 3-0   | 1-1    | 4-1    |
| 1985      | Copa Africana de Clubes Campeones | 2                | Hearts of Oak        | 3-0   | 0-1    | 3-1    |
| 1985      | Copa Africana de Clubes Campeones | Cuartos de final | Black Rhinos FC      | 3-0   | 0-2    | 3-2    |
| 1985      | Copa Africana de Clubes Campeones | Semifinales      | AS Bilima            | 1-0   | 0-2    | 1-2    |
| 1993      | Recopa Africana                   | 1                | Voradep              | 1-0   | 0-0    | 1-0    |
| 1993      | Recopa Africana                   | 2                | Stade Tunisien       | 1-0   | 0-2    | 1-2    |
| 1997      | Recopa Africana                   | 1                | MC Oran              | 1-0   | 1-4    | 2-4    |
| 2007      | Copa Confederación de la CAF      | Preliminar       | NPA Anchors          | 1-0   | 3-2    | 4-2    |
| 2007      | Copa Confederación de la CAF      | 1                | Hassania Agadir      | 0-0   | 2-3    | 2-3    |
| 2017      | Liga de Campeones de la CAF       | Preliminar       | Horoya AC            | 0-0   | 1-2    | 1-2    |

1- US Gorée abandonó el torneo.

## Jugadores

### Jugadores destacados
- Alain Mendy